# Collège Saint Mary de Californie
Le collège Saint Mary de Californie (en anglais: Saint Mary's College of California) est un collège catholique privé situé à Moraga, en Californie. Il est affilié à l'Église catholique romaine et administré par les frères chrétiens de La Salle.

## Histoire

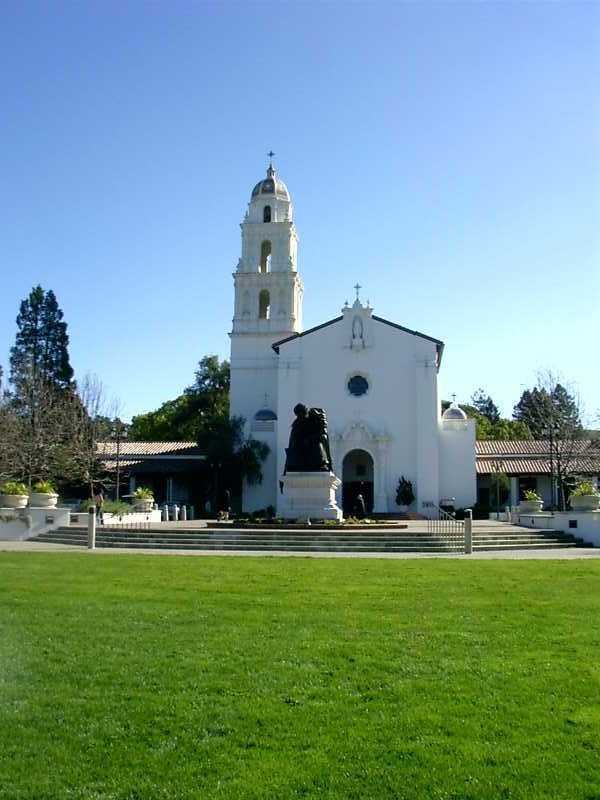
La chapelle du Collège Sainte-Marie avec la statue de Saint-Jean-Baptiste de La Salle devant.

Le Saint Mary's College a été fondé en 1863 comme un collège diocésain pour garçons, créé par Mgr Joseph Alemany (en), membre de l'Ordre des Prêcheurs et premier archevêque de San Francisco. Mécontent du fonctionnement du collège dans l'archidiocèse, l'archevêque Alemany a demandé l'aide de Rome et en 1868, le St. Mary's College a été remis aux Frères des Écoles chrétiennes de La Salle.
En 1889, le collège s'est déplacé vers l'est à travers la baie de San Francisco jusqu'à Oakland, en Californie. L'endroit situé à l'angle de la 30e rue et de Broadway est affectueusement surnommé « The Brickpile » et le Saint Mary's College a eu Oakland comme foyer jusqu'en 1928, date à laquelle il s'est déplacé plus à l'est, à Moraga, après qu'un incendie a gravement endommagé le Brickpile. Le site d'Oakland est le California Historical Landmark no  676 et avait été marqué par une plaque commémorative jusqu'à ce qu'il soit oblitéré par le réaménagement (gentrified condos) à la fin des années 2010. L'ancien site de San Francisco est maintenant le site du quartier de St. Mary's Park. Les sections du collège et du lycée se sont séparées peu après le déménagement à Moraga et le lycée est actuellement situé à Albany.
Pendant ses premières années à Moraga, le collège a failli faire faillite, mais a finalement réussi à obtenir une sécurité financière lorsqu'il a été acheté par l'archevêque John Joseph Mitty (en), qui a donné son nom à une résidence. Pendant la Seconde Guerre mondiale, le collège a été utilisé par la marine américaine pour la formation des pilotes. L'ancien président Gerald Ford a été brièvement en poste à l'école et a servi comme instructeur naval. La marine a érigé de nombreux bâtiments, dont la plus grande piscine intérieure du monde, mais un seul, Assumption Hall, est resté sur le campus car l'école a eu peu d'usage de la plupart des bâtiments après la guerre. Saint Mary's a continué à être une école réservée aux hommes jusqu'en 1970, date à laquelle elle est devenue mixte. Depuis lors, davantage de femmes sont venues au collège et en 2011, 62 % des étudiants étaient des femmes.
Dans les années 1970, le collège était bien connu des écoles secondaires de toute la baie de San Francisco pour avoir organisé le concours de mathématiques de Saint Mary's. Ce concours populaire a été interrompu en 1978, mais est devenu plus tard la principale source d'inspiration pour le festival de mathématiques Julia Robinson (en), qui se poursuit encore aujourd'hui.
Une vingtaine de frères chrétiens vivent et travaillent toujours à l'école, et les présidents des écoles ont toujours été des frères jusqu'en 2013. Reconnaissant la diminution du nombre de frères chrétiens, les statuts du collège ont été modifiés en 2003 pour permettre l'élection d'un frère non chrétien à la présidence si aucun frère qualifié n'existe ou ne se présente. Le 1er janvier 2013, James A. Donahue, un catholique romain engagé, est devenu le premier frère non chrétien à occuper le poste de président au cours des 150 ans d'histoire de Saint Mary's.